# Voar como os Pássaros, Chorar como as Nuvens: um Filme Português
Voar como os Pássaros, Chorar como as Nuvens: um Filme Português é o primeiro romance do escritor português Rui Herbon, editado em 2004 pela Parceria A. M. Pereira.

## Sinopse
Surpreende a trama romanesca deste livro que recria uma época importante da Históira de Portugal, do salazarismo até aos nossos dias e narrada por várias personagens (desde o grande latifundiário, ao combatente da Guerra Colonial, desde uma mulher refinada que se entrega ao capataz “como uma égua” ao jovem que ama avassaladoramente outro homem…)

## Estilo
A sua estrutura é original pois utiliza INSERT,PLAY, REWIND, PAUSE, STOP e EJECT como títulos dos capítulos, projectando o ritmo de um vídeo no desenrolar da acção.